# Otuča
Az Otuča (vagy Otuća) egy búvópatak Horvátországban, a Gračaci-mezőn.

## Leírása
Az Otuča az 1295 m magas Veliki Urljaj alatt, Bruvno falutól keletre ered. Gračactól délre három ágra (Gaćešina jaruga, Žižinka, Čubelićeva jaruga) ágazik szét, amelyek később újra egyesülnek. A mező szélén, a Kit Gaćešin és a Veliki Crnopac csúcsai alatt több víznyelőben bukik a föld alá, majd a Velebit alatt továbbfolyva Krupa néven bukkan ismét a felszínre. Hosszúsága 18,2 km, vízgyűjtő területe 382,8 km². Fő mellékvize a Bašinica.